# Поле зрения

Поле зрения здорового человека (образуется наложением полей зрения обоих глаз)

Поле зрения левого глаза человека (периметрическая карточка, цифры на шкале — угловые градусы). Оранжевое пятно — место проекции слепого пятна глазного дна. Поле зрения глаза не имеет форму правильной окружности, вследствие ограничения взора носом с медиальной стороны и веками сверху и снизу

Поле зрения — угловое пространство, видимое глазом при фиксированном взгляде и неподвижной голове. Каждый глаз среднестатистического человека имеет поле зрения: 55° вверх, 60° вниз, 90° наружу (то есть суммарное поле зрения двумя глазами — 220°) и 60° — внутрь. Но это верно только для ахроматического зрения (это связано с тем, что на краях сетчатки нет рецепторов колбочек, способных различать цвет). Наименьший размер поля зрения — у зелёного цвета, наибольший — у синего.
Разные животные обладают разным полем зрения. Человек двумя глазами может распознавать объекты в охвате 220° перед собой (но распознавать их трёхмерными только в пределах 110°, а полноцветными в ещё меньшем диапазоне). У некоторых птиц поле зрения достигает почти 360°.
Видимое глазу поле зрения оптического прибора (выходное поле зрения) зависит от конструкции окуляра. Классические двухкомпонентные окуляры биноклей, телескопов и микроскопов предоставляют поле зрения до 50°, более сложные (тип Эрфле) широкоугольные до 65°, сверхширокоугольные — до 80°, ультраширокоугольные — свыше 80°, вплоть до 110°-120°. При этом рассматриваемое прибором поле зрения (входное поле зрения) зависит от увеличения — чем оно выше, тем меньше поле зрения. 